# Newbiggin-by-the-Sea
Newbiggin-by-the-Sea est une ville balnéaire et une paroisse civile du Northumberland, en Angleterre.